# Zoltán Kósz
Zoltán Kósz (Budapeste, 26 de novembro de 1967) é um jogador de polo aquático húngaro, campeão olímpico.

## Carreira
Zoltán Kósz fez parte do elenco campeão olímpico de 2000.